# Jacques Doillon
Jacques Doillon (ur. 15 marca 1944 w Paryżu) – francuski reżyser, scenarzysta, producent i aktor filmowy. Najczęściej do swoich filmów angażował takie aktorki jak Fanny Bastien, Sandrine Bonnaire, Judith Godrèche, Charlotte Gainsbourg i Juliette Binoche.

## Życiorys
Urodził się w Paryżu. Zaczął jako montażysta filmów. Wystąpił także w komedii Alaina Resnais’go i Jeana Roucha Rok 01 (L'an 01, 1973) z Gérardem Depardieu. Jako reżyser zadebiutował filmem Palce w głowie (Les Doigts dans la tête, 1974). W swoich dramatycznych pracach koncentruje się głównie na dzieciństwie, okresie dojrzewania i pokrewnych emocjach, takich jak Nestyd (La drôlesse, 1979), Mały przestępca (Le Petit Criminel, 1990), Le Jeune Werther (1993), Ponette (1996) lub Raja (2003).
Ze związku z montażystką Noëlle Boisson, ma córkę Lolę (ur. 1975). W latach 1980–1991 był związany z angielską aktorką i piosenkarką Jane Birkin, z którą ma córkę Lou Doillon (ur. 1982).

## Twórczość filmowa

### Filmy dokumentalne
- 1969: Trial
- 1907: La Voiture électronique
- 1970: Vitesse oblige
- 1971: Tous risques
- 1971: On ne se dit pas tout entre époux d'après
- 1971: Bol d'or
- 1973: Laissés pour compte
- 1973: Les Demi-jours
- 1973: Autour des filets
- 1991: Przeciw zapomnieniu (Contre l'oubli)

### Filmy fabularne
- 1973: L'An 01
- 1974: Palce w głowie (Les Doigts dans la tête)
- 1975: Worek pełen kul (Un sac de billes)
- 1979: La Femme qui pleure
- 1979: La Drôlesse
- 1981: La Fille prodigue
- 1984: La Pirate
- 1985: Relacje rodzinne (La Vie de famille)
- 1985: La Tentation d'Isabelle
- 1986: Purytanka (La Puritaine)
- 1987: L'Amoureuse
- 1987: Comédie !
- 1989: La Fille de 15 ans
- 1990: Zemsta kobiety (La Vengeance d'une femme)
- 1990: Mały przestępca (Le Petit Criminel)
- 1992: Amoureuse
- 1993: Le Jeune Werther
- 1994: Du fond du cœur
- 1996: Ponette
- 1998: Trop (peu) d'amour
- 1999: Petits Frères
- 2001: Carrément à l'ouest
- 2003: Raja
- 2008: Le Premier Venu
- 2010: Trójkąt (Le Mariage à trois)
- 2012: Un enfant de toi
- 2013: Mes séances de lutte
- 2017: Rodin

### Filmy telewizyjne
- 1982: L'Arbre
- 1983: Monsieur Abel
- 1985: Mangui, onze ans peut-être
- 1990: Pour un oui ou pour un non
- 1993: Un homme à la mer
- 1994: Germaine et Benjamin
- 1995: Un siècle d'écrivains: Nathalie Sarraute

## Nagrody
- 1979: Złota Palma za La Drôlesse
- 1984: Złota Palma za La Pirate
- 2017: Złota Palma za Rodin